# Toshizō Hijikata

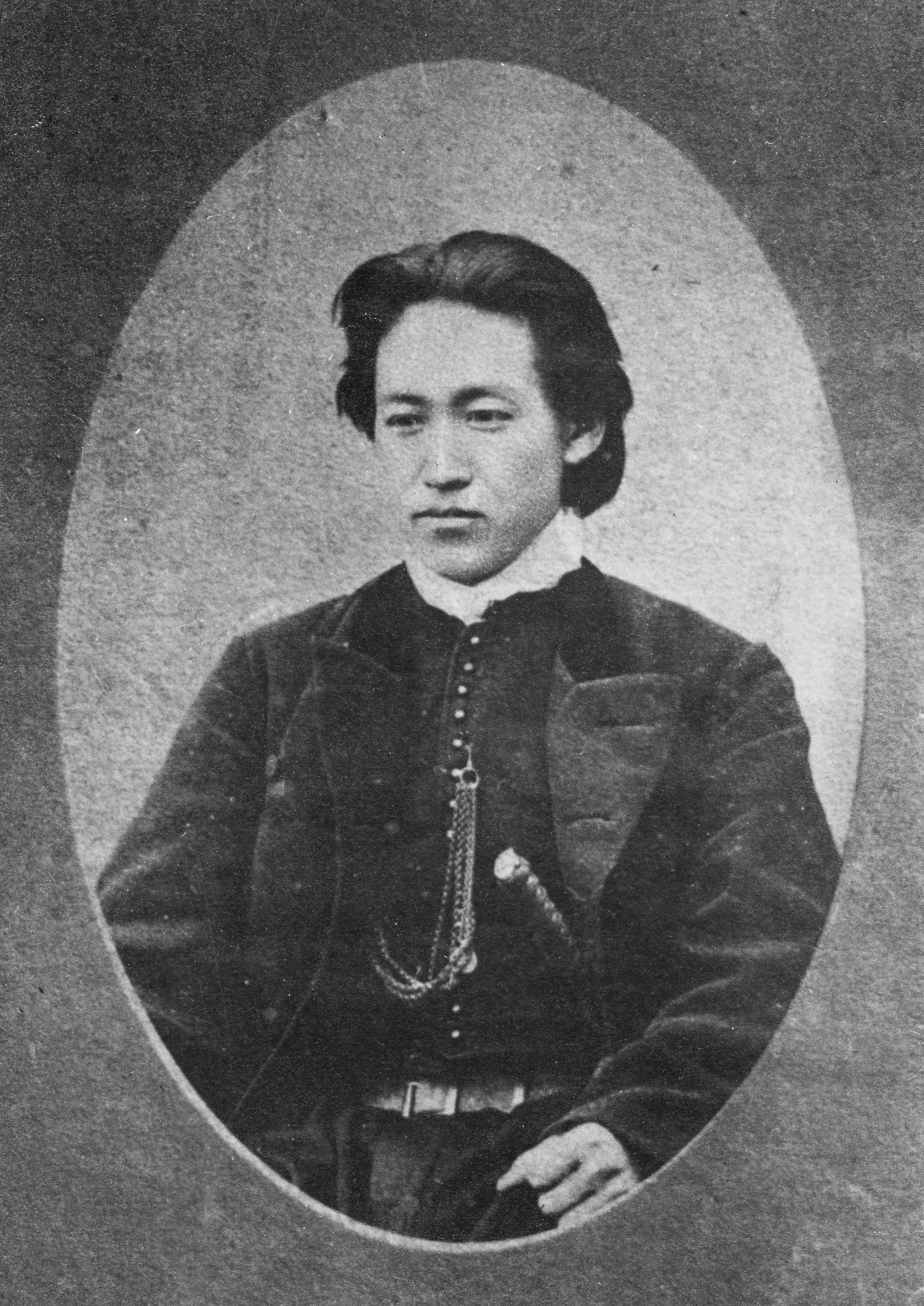
Toshizō Hijikata

Toshizō Hijikata (jap. 土方歳三 Hijikata Toshizō) (ur. 31 maja 1835 w Hino, zm. 20 czerwca 1869) – zastępca dowódcy Shinsengumi, niewielkiej grupy japońskich szermierzy pełniących funkcje policyjne w Kioto i starającej się bezskutecznie przeciwstawiać restauracji Meiji w 1868.

## Życiorys
Artykuł oparty w całości na jednym źródle
Hijikata urodził się w 1835 w obecnym Hino (przedmieścia Tokio). Był najmłodszym z sześciorga dzieci zamożnego rolnika. Należał do najlepszych uczniów dojo Shieikan prowadzonego przez Isami Kondō, mistrza stylu Tennen Rishin-ryū. Rozpieszczany w dzieciństwie, podobno był złośliwy dla wszystkich poza swoją rodziną i przyjaciółmi. Zmieniło się to jednakże w 1864, gdy 21-letni samuraj z klanu Aizu, znany z lojalności wobec siogunatu Tokugawów i sprzeciwiania się lojalistom cesarskim, został zmuszony do popełnienia seppuku (rytualnego samobójstwa). Podczas pogrzebu Hijikata publicznie płakał.
W tym samym roku, Hijikata utworzył wraz z Isami Kondō Shinsengumi (początkowo grupa działała jako Rōshigumi). Kondō wraz z dwoma innymi (Kamo Serizawa i Nishiki Niimi) byli dowódcami grupy, podczas gdy Hijikata został jednym z kilku zastępców. Shinsengumi pełniło funkcje policyjne w Kioto, zwalczając działalność tzw. lojalistów opowiadających się za przywróceniem władzy cesarzowi. Ich działalność była sankcjonowana przez daimyō Aizu, Katamori Matsudairę.
Serizawa i Niimi wkrótce zaczęli nadużywać władzy, wywołując walki, pijąc i dopuszczając się wymuszeń, co niszczyło reputację Shinsengumi. Hijikata zebrał na to dostatecznie wiele dowodów, aby rozkazać Niimi popełnienie seppuku. Serizawa i jego grupa zostali zamordowani, co uczyniło z Kondō jedynego dowódcę Shinsengumi z Hijikatą jako zastępcą.
Liczebność grupy wzrosła do 140 osób. Gromadziła ona także rolników i kupców, którzy w razie upadku siogunatu mogli stracić środki do życia. Przestrzeganie praw ustanowionych przez Shinsengumi w obrębie Kioto było ściśle egzekwowane, a Hijikata słynął z ich ostrego wymuszania swoim mieczem, Kanesadą. Stąd wzięło się jego przezwisko: "Demon Shinsengumi". Z równą surowością wymuszał przestrzeganie reguł w szeregach Shinsengumi. Dezerterzy i zdrajcy byli zmuszani do seppuku. Przytrafiło się to między innymi Keisuke Yamanami, jednemu z bliskich przyjaciół Hijikaty, gdy próbował opuścić Shinsengumi w 1865.
Po tym jak Kondō poddał się armii cesarskiej i został stracony w kwietniu 1868, Hijikata poprowadził Shinsengumi w ostatniej bitwie przeciwko zabójcom swojego towarzysza. Zdawał sobie sprawę, że walka jest przegrana. Znajomemu lekarzowi powiedział: "Nie przystępuję do bitwy, żeby wygrać. Rząd Tokugawów upada i byłoby hańbą, gdyby nie było nikogo, kto nie poszedłby na dno razem z nim. Dlatego muszę iść. Będę walczył w najlepszej bitwie swojego życia, żeby umrzeć za kraj."
Zginął 11 maja 1869, zabity na koniu przez kulę, która strzaskała dolną część pleców. Miejsce pochówku nie jest znane. Kamień pamiątkowy znajduje się z pobliżu stacji Itabashi w Tokio, obok Isami Kondō.
Wiersz śmierci powierzony Tetsunosuke Ichimurze krótko przed śmiercią Hijikaty:

Choć moje ciało może zmarnieć na wyspie Ezo,
Mój duch strzeże mego pana na wschodzie.

## W kulturze popularnej
Historia Hijikaty i Shinsengumi jest w kulturze japońskiej bardzo popularna. Hijikata występuje w licznych książkach, mangach, anime oraz filmach i serialach. W Japonii jest wiele jego fanklubów.
Pojawia się m.in. w:
- W filmie „Shoretsu shinsengumi – bakumatsu no doran” (Tokugawa Government Revolution[4]) (1960)[5].
- W filmie i serialu TV „Moeyo Ken(inne języki)” (1966) – Asahi Kurizuka(inne języki) w roli Hijikaty.
- W filmie „The Last Samurai(inne języki)” (1974) – reż. Kenji Misumi(inne języki)[potrzebny przypis].
- W filmie „Tabu” (Gohatto) (1999).
- Shinomori Aoshi, fikcyjna postać z serii anime i mangi Rurōni Kenshin, jest luźno oparta na Hijikacie.
- W anime i mandze Gintama postać Toshirō Hijikaty jest oparta na Toshizō Hijikacie.
- Toshizō Hijikata, pod swoim imieniem i nazwiskiem, występuje w mandze i anime Golden Kamuy, Hakuōki Shinsengumi Kitan oraz w Bakumatsu Kikansetsu Irohanihoheto.
- Toshizō Hijikata, pod swoim imieniem i nazwiskiem, występuje w TV dramie Ryōmaden.
- W anime i mandze Drifters.